# Дискаверер-18

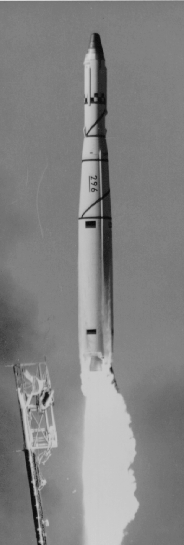
Старт ракеты-носителя Тор-Аджена со спутником Дискаверер 18, 07.12.1960

Дискаверер-18 (англ. Discoverer 18) или CORONA 9013 — военный спутник-разведчик США. Первый спутник серии CORONA KH-2 (KeyHole-2), миссия которого была полностью успешной. Работа спутника также позволила получить полезные научные данные.

## Основные сведения
Дискаверер-18 был разработан в рамках военной программы CORONA. Этот спутник был предназначен для разведки и проведения научных экспериментов. Спутник имел спускаемую капсулу с плёнками и экспериментальным материалом, как и большинство других спутников серии Дискаверер и все спутники серии CORONA KH-2. Документы, относящиеся к спутникам серии Дискаверер, были рассекречены только в 1995 году.

## Детали миссии
Дискаверер-18 был успешно запущен 7 декабря 1960 года 20:24 UTC со стартовой площадки Ванденберг и вышел на орбиту. Спутник был объединён со второй ступенью ракеты-носителя Тор-Аджена. Вторая ступень — это разгонный блок Аджена-Б, который был предназначен для длительного пребывания в космическом пространстве, позволял корректировать орбиту и спуск космического аппарата. Разгонный блок Аджена-Б был дополнительно оборудован системой телеметрии, записывающим устройством, оборудованием для связи, датчиком горизонта. Масса спутника вместе с разгонным блоком составила 1240 килограмм. Спутник был оборудован панорамной камерой с фокусным расстоянием 61 сантиметр и максимальным разрешением около 7,6 метров. Изображения фиксировались на 70-мм фотоплёнку. Таким образом, главной задачей спутника была разведка и шпионаж. Кроме того, спутник был оборудован радиационными дозиметрами, инфракрасными радиометрами, детекторами СВЧ-излучения. В экспериментальной капсуле содержались и биологические образцы. В дополнение был проведён эксперимент по ядерной фотографической эмульсии. Две группы фотоплёнок, покрытых специальным фотоэмульсионным слоем, расположенные вертикально и горизонтально, использовались для измерения интенсивности, направления и состава космических лучей. Эмульсионные плёнки были чувствительны к нейтронам, рентгеновскому и гамма-излучению. Также определяли концентрацию нейтронов, для чего измерялись изменения в металлическом детекторе, содержащем висмут.

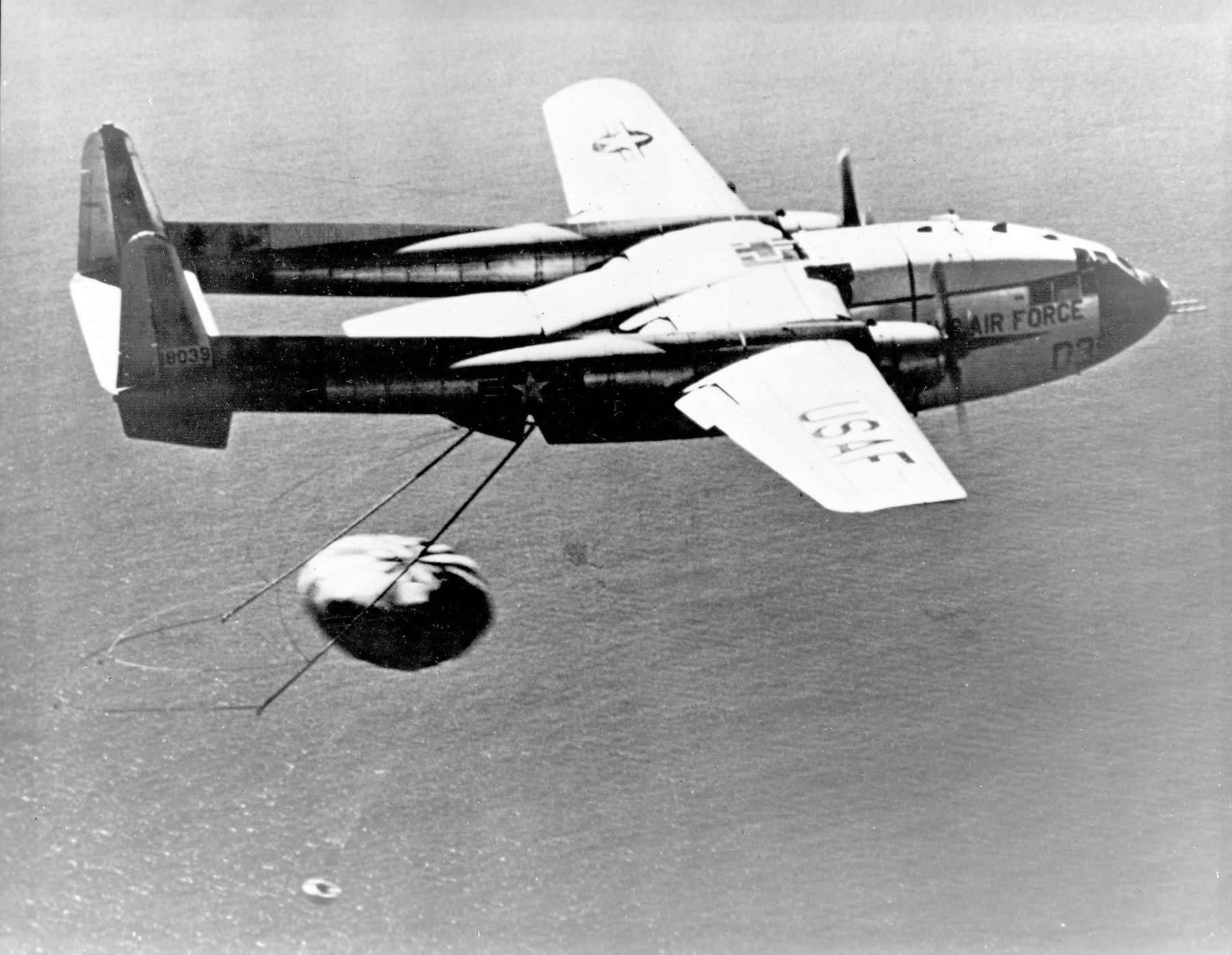
Возвращение спускаемой капсулы спутника Дискаверер-14 с помощью самолёта C-119

Экспериментальные материалы и отснятые плёнки содержались в спускаемой капсуле тарелкообразной формы. Вес капсулы — около 135 кг (300 фунтов), размеры примерно 84 см (33 дюйма) в диаметре и высотой примерно 69 см (27 дюймов). Хвостовая часть увеличивала размеры до 1 метра (40 дюймов). В конце хвостовой части находилась тормозная ракета Thiokol, предназначенная для снижения скорости при возвращении с орбиты. Капсула содержала специальную систему мониторинга, фиксирующую информацию о целом ряде событий, таких как работа тормозной ракеты, отбрасывание теплового щита и других. Спускаемая капсула была отсоединена и возвращена на Землю спустя 48 витков на орбите (примерно через трое суток). Она вернулась в районе Гавайских островов. Спускаемая капсула была получена в воздухе во время полёта на высоте около 4 километров (14000 футов) с помощью специально оборудованного самолёта C-119. После завершения работы спутник оставался на орбите до 2 апреля 1961 года, после чего вошел в плотные слои атмосферы и прекратил своё существование.
Предыдущие миссии спутников серии CORONA KH-2 — Дискаверер-16 и Дискаверер-17 были неудачны. Следующими спутниками этой серии стали Дискаверер-25 и Дискаверер-26, которые выполняли аналогичные задачи в 1961 году, а также Дискаверер-22 и Дискаверер-28, миссии которых также были неудачны.